# Abborrtjärnbergshuvudets naturreservat
Abborrtjärnbergshuvudets naturreservat är ett naturreservat i Bodens kommun i Norrbottens län.
Området är naturskyddat sedan 2019 och är 4,2 kvadratkilometer stort. Reservatet omfattar sydost- och sydvästsluttningarna av Abborrtjärnbergshuvudet samt nedanför i väster Långhedträsket och Långhedträskmyran. Reservatet består urskogsliknande gran- och tallskog. 